# سلور القرش
سلور القرش (بالإنجليزية: Shark catfish) هي عائلة من الأسماك توجد في الأنهار المياه العذبة والمياه الملحية في جنوب آسيا من باكستان إلى بورنيو وهي من الحيوانات المهددة في عائلة السلوريات بسبب الصيد والاستنزاف منها بنهر الميكونغ كسمكة السلور العملاقة وهي أكبر سمكة في العالم التي تعيش في المياه العذبة المعروفة ولكنها في الآونة الأخيرة ازدهرت ونجحت ملية التربية المائية في دلتا نهر الميكونغ في فيتنام.

## الوصف
- تقع الزعنفة الظهرية إلى الأمام بمقربة من الرأس كما أن الزعنفة الشرجية طويلة نوعا ما ،وعادة ماتكون هناك زوجين من الزعنفة العلوية وزوج من الزعنفة الذقنية.العيون تكون بمقربة من الرأس وأفقيا على الفم.

## قائمة الأجناس
- Helicophagus
- Cetopangasius chaetobranchus (منقرض).
- سمكة السلور العملاقة
- بنغاسيوس

## وصلات خارجية
- fish base.